# Steven Erickson
Steven Erickson, född den 14 augusti 1961 i Minneapolis, Minnesota, är en amerikansk seglare.
Han tog OS-guld i starbåt i samband med de olympiska seglingstävlingarna 1984 i Los Angeles.